# Ясукава-Мару
Ясукава-Мару — транспортне судно, яке під час Другої світової війни взяло участь у операціях японських збройних сил в Китаї, на Філіппінах, у Індонезії, на Новій Гвінеї та Соломонових островах.

## Передвоєнна служба
Ясукава-Мару спорудили в 1931 році на верфі компанії Harland & Wolff у Белфасті (Ірландія) для компанії Silver Line. Первісно це вантажо-пасажирське судно мало назву Silvercypress та виконувало рейси до Нью-Йорку, Бостону, Галіфаксу, Саванни, Лос-Анджелесу, Шанхаю, Гонконгу, Маніли, Себу (на однойменному острові у центрі Філіппінського архіпелагу), Давао (острів Мінданао), Макассару (острів Сулавесі), Сурабаї, Семарангу, Батавії (Джакарта), Белавану (порт на Суматрі), Сінгапуру, Порт-Светтенхаму (Порт-Кланг на західному узбережжі півострова Малакка), Пенангу, Коломбо, Порт-Саїду, Неаполя.
13 січня 1937-го під час рейса із Нью-Йорка до далекосхідних портів у машинному відділенні почалась пожежа, яка поширилася на розташований спереду вантажний трюм. Пожежа тривала 7 діб та завдала великих пошкоджень, в тому числі головному двигуну. Silvercypress викинувся на берег на мілководді біля острова Гуймарас (Філіппінський архіпелаг, між більшими островами Панай та Негрос). Надалі судно вдалось відбуксирувати до Маніли.
Страховики визнали результатом інциденту повну конструктивну втрату Silvercypress і продали корпус на злам компанії Miyachi Shoten, котра відбуксирувала його до Японії. В 1938-му корпус придбала Kawasaki Kisen Kaisha із Кобе, яка після проведеного дослідження вирішила відремонтувати судно. У грудні 1939-го, після проведених на верфі в Йокогамі 20-місячних ремонтних робіт, судно успішно пройшло випробування та отримало назву Ясукава-Мару. Спершу судно здійснило рейс з Осаки до Дайрену (Дальянь у Маньчжурії), а потім було переведене на лінії між японськими портами та Північною і Південною Америками.

## Початок воєнної служби
У лютому 1941-го судно реквізували для потреб Імперської армії Японії. На новій службі в період по липень 1941-го воно встигло взяти участь у висадках військ у Китаї під час операції заволодіння Чженхаєм (провінція Чжецзян, захоплений у квітні 1941-го) та на узбережжі провінції Фучжоу.
Згодом Ясукава-Мару переобладнали в судно протиповітряної оборони (Боку Кікансен), для чого озброїли шістьома 75-мм Тип 88 та вісьмома 20-мм Тип 98 зенітними гарматами.

## Висадка на Філіппінах
Вранці 8 грудня 1941-го Ясукава-Мару разом зі ще 6 транспортами вийшов з острова Пелеліу (архіпелаг Палау у західній частині Каролінських островів). Це транспортне угруповування перевозило 2500 вояків 33-го піхотного полку 16-ї піхотної дивізії, батарею польової артилерії та інженерний підрозділ, а на борту Ясукава-Мару перебувало 575 бійців морської піхоти 1-го батальйону ВМБ Куре.
12 грудня судна досягли Легаспі на південно-східному завершенні острова Лусон та здійснили тут безперешкодну висадку військ. Пізніше «Літаючі фортеці» B-17 атакували сили вторгнення і Ясукава-Мару дістав незначні пошкодження від близьких розривів бомб.
17—21 грудня 1941-го судно перейшло до порту Такао (наразі Гаосюн на Тайвані), звідки 30 грудня вирушили до затоки Лінгаєн на західному узбережжі Лусону (саме тут були висаджені основні сили вторгнення на Філіппіни). Тут воно перебувало з 1 по 10 січня 1942-го, потім відвідало Такао, острів Батан (острови Батанес у Лусонській протоці), затоку Лінгаєн і в першій половин лютого прибуло до Голо на однойменному острові (архіпелаг Сулу на південному заході Філіппін).

## Вторгнення на Яву
19 лютого 1942-го Ясукава-Мару разом зі ще одним переобладнаним судном протиповітряної оборони Аризона-Мару та 41 транспортом вийшло з якірної стоянки острова Голо на одному з островів Сулу (за іншими даними, угрупування включало 39 одиниць). Цей загін перевозив 48-му піхотну дивізію, котра мала вторгнутись на схід острова Ява.
У перші години 1 березня 1942-го почалась висадка війська біля Крангану (140 кілометрів на північний захід від Сурабаї).
8 березня Ясукава-Мару відбуло до Сінгапуру, якого досягнуло 13 числа. Звідси воно здійснило рейси на острови Бангка та Балі, а в середині травня 1942-го прибуло до Японії, де до кінця місяця проходило ремонт на верфі в Осаці.

## Плани вторгнення на Нову Каледонію
6 червня 1942-го Ясукава-Мару разом зі ще 5 транспортами вийшов з порту Карацу на острові Кюсю та попрямував до Палау в межах запланованого вторгнення на ряд нових тихоокеанських архіпелагів. 13 червня конвой досяг Палау, звідки повинен був вийти до Рабаулу для підготовки десанту на Нову Каледонію.
Катастрофічна поразка в битві при Мідвеї завадила цим планам і 25—27 червня Ясукава-Мару перейшов до Давао (південне узбережжя острова Мінданао у Філіппінському архіпелазі).
Протягом липня Ясукава-Мару знову відвідав Палау, потім побував у Манілі, Гонконзі, а в останній день місяця знов опинився у Давао.

## Рейси на Нову Гвінею
2 серпня 1942-го Ясукава-Мару вирушило на Палау, через три доби прибуло туди, а 10 серпня вийшло до Рабаулу, маючи на борту військовослужбовців 41-го піхотного полку. 16 серпня судно було вже у Рабаулі, звідки 19 числа вийшло у складі конвою для доправлення військ в Басабуа на Новій Гвінеї (одразу на схід від Гони, куди висадили десант 21 липня). На борту суден перевозили управління та два батальйони 41-го піхотного полку, сотню бійців морської піхоти зі складу 5-го батальйону ВМБ Сасебо, а також різноманітні допоміжні підрозділи (будівельні, з постачання та очищення води та інші). Також конвой віз амуніцію, паливо, продовольство, фураж та медичні припаси. 21 серпня під час шторму судна прибули до Басабуа та успішно здійснили вивантаження доставленого. 22 числа конвой рушив назад до Рабаулу, куди і прибув 23 серпня.
25 серпня Ясукава-Мару попрямував до Басабуа у складі наступного конвою, котрий перевозив ще один батальйон 41-го піхотного полку та припаси. Наступного дня судна вернулись до Рабаулу після скасування рейсу, проте в останній день місяця вирушили знову. 2 вересня 1942-го конвой розвантажився у Басабуа, не зустрівши протидії зі сторони авіації союзників, а вже наступної доби рушив назад.
17 вересня — 2 жовтня 1942-го Ясукава-Мару у складі конвою здійснив рейс до Палау та назад в Рабаул.

## Рейс на Бугенвіль
6—7 жовтня 1942-го Ясукава-Мару перейшов на острів Бугенвіль на заході Соломонових островів. Тут 1 жовтня у Тонолей-Гарбор він став ціллю для шести літаків В-17 «Літаюча фортеця», що вилетіли з острова Еспіриту-Санто (Нові Гебриди). Хоча бомби лягли неподалік, проте судно не зазнало пошкоджень і 16—17 жовтня здійснило зворотний перехід до Рабаулу.

## Останній рейс до Басабуа
30 жовтня (за іншими даними — 1 листопада) 1942-го Ясукава-Мару знову вирушило до Басабуа, де вивантажило вояків та припаси.
2 листопада з 8:00 до 14:00 літаки В-17 здійснили кілька нальотів на цей район. Під час четвертого нальоту Ясукава-Мару було вражене у один з трюмів та машинне відділення. Останнє зробило його некерованим і судно певний час дрейфувало. Згодом його добив торпедний катер у Північній частині Соломонового моря чи протоці Дампір (відділяє Нову Гвінею від Нової Британії та веде із Соломонового моря на північ). Дата остаточної загибелі невідома, за однією з версій це сталось 15 листопада (існує також варіант, за яким Ясукава-Мару взагалі загинуло від авіаудару поблизу якірної стоянки Шортленд — прикритої островами Шортленд акваторії біля південного узбережжя острова Бугенвіль).